# Praça Pedro Velho

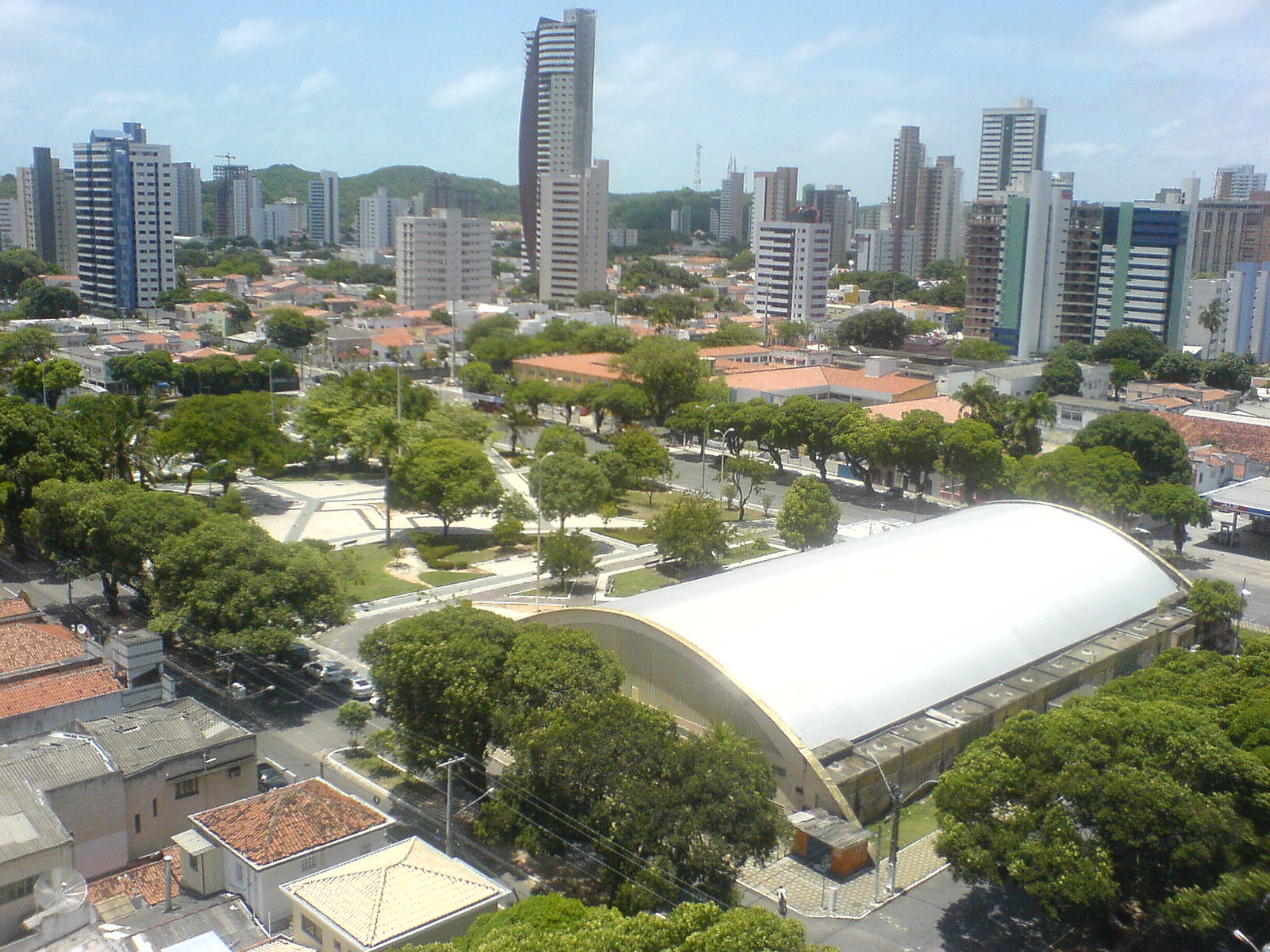
Pânorama da Praça Pedro Velho. A direita, é possível observar o Palácio dos Esportes.

A Praça Pedro Velho, mais conhecida como Praça Cívica, é uma praça localizada no bairro de Petrópolis, na cidade de Natal, capital do estado Rio Grande do Norte.
Pouco se sabe sobre a história da Praça Pedro Velho. Os primeiros registros datam de 1924. Sabe-se que foi inaugurada no dia 24 de outubro de 1937 pelo então prefeito Gentil Ferreira e que fora projetada para para ter quatro quarteirões, porém, em 1929, o "Plano Geral de Systematização da Cidade do Natal" reduziu-a para dois quarteirões.
A praça possui o nome Pedro Velho, em homenagem ao primeiro governador do estado. Há mais de 100 anos, no local onde hoje é a praça, existe um busto em homenagem a Pedro Velho.

## Reformas
A Praça Cívica foi construída inicialmente com coretos, quadra de esportes, tanques com tartarugas e peixes que podiam ser pescados e com uma ciclovia. Porém, com as diversas reformas, esses equipamentos foram retirados.
A praça ficou como é hoje em 2004, quando foram trocados o piso, foram instaladas rampas para deficientes, os canteiros foram nivelados e foi construído um chafariz. Foram melhoradas a iluminação e a jardinagem.

## Eventos
A praça ganhou o nome popular de Praça Cívica, devido os festejos da semana da pátria serem realizados lá. Desde o ano de 2011, a prefeitura realiza o Grande Desfile do Natal, e o local escolhido foi a Praça Cívica.

## Problemas sociais
Apesar de se encontrar próxima ao centro da cidade, a praça tem se tornado, nos últimos anos, muito violenta, o que tem afastado os visitantes. Num dos picos de violência, a praça foi usada para consumo de drogas por moradores de rua, brigas e bebedeiras de estudantes em horário escolar. A situação melhorou um pouco após a intervenção da polícia, mas, mesmo assim, as pessoas ainda não se sentem seguras para ir a praça.